# Kańczuga (stacja kolejowa)
Kańczuga – wąskotorowa stacja kolejowa Przeworskiej Kolei Dojazdowej w Kańczudze, w województwie podkarpackim, w Polsce. W budynku odnowionego dworca, jak i na samej stacji znajduje się stała wystawa historyczna poświęcona PKD.
Została otwarta 8 września 1904 roku razem z wąskotorową linią kolejową z Przeworska do Dynowa. W sezonie letnim obsługuje ruch turystyczny.

## Galeria

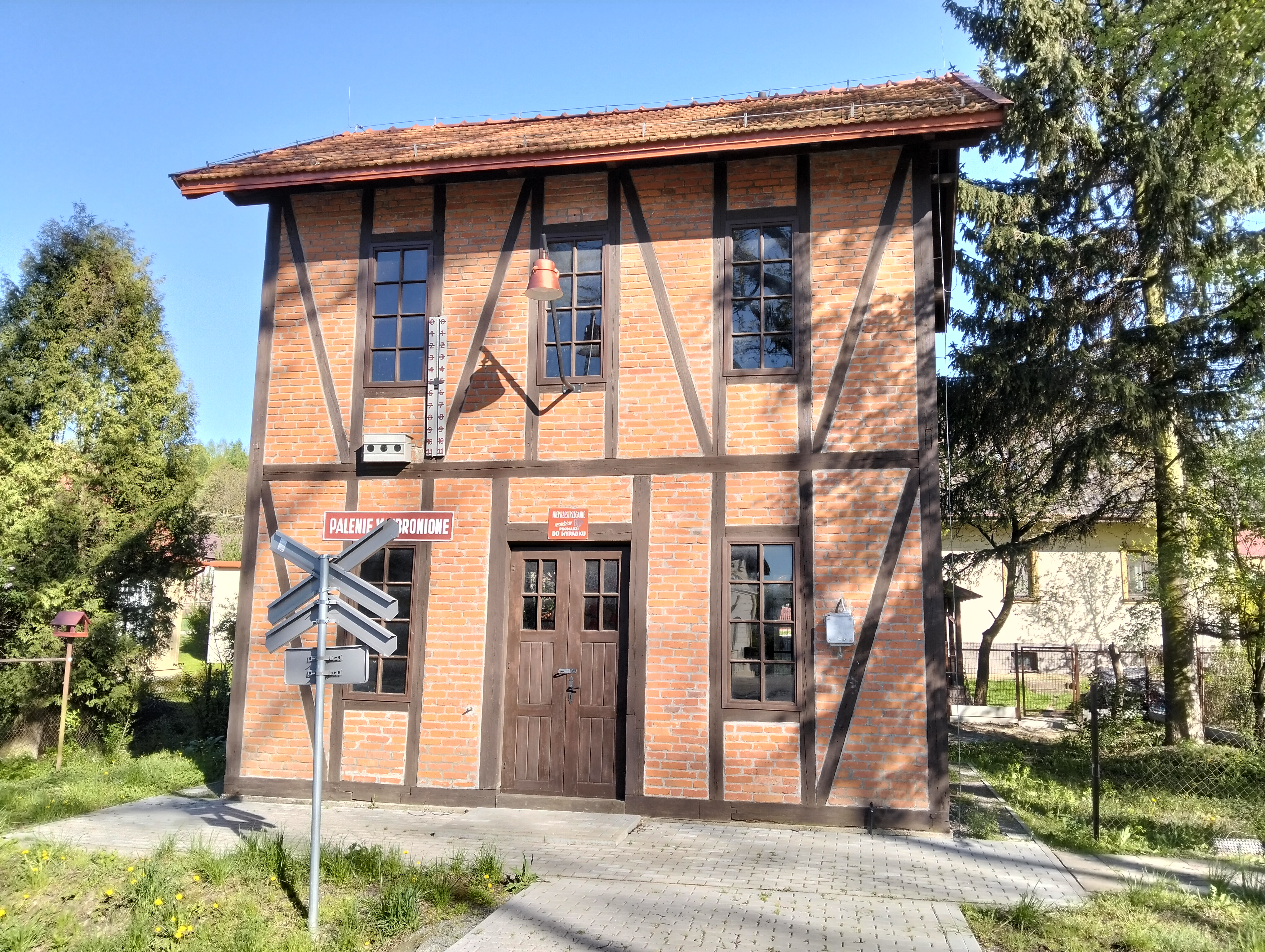
Wieża ciśnień
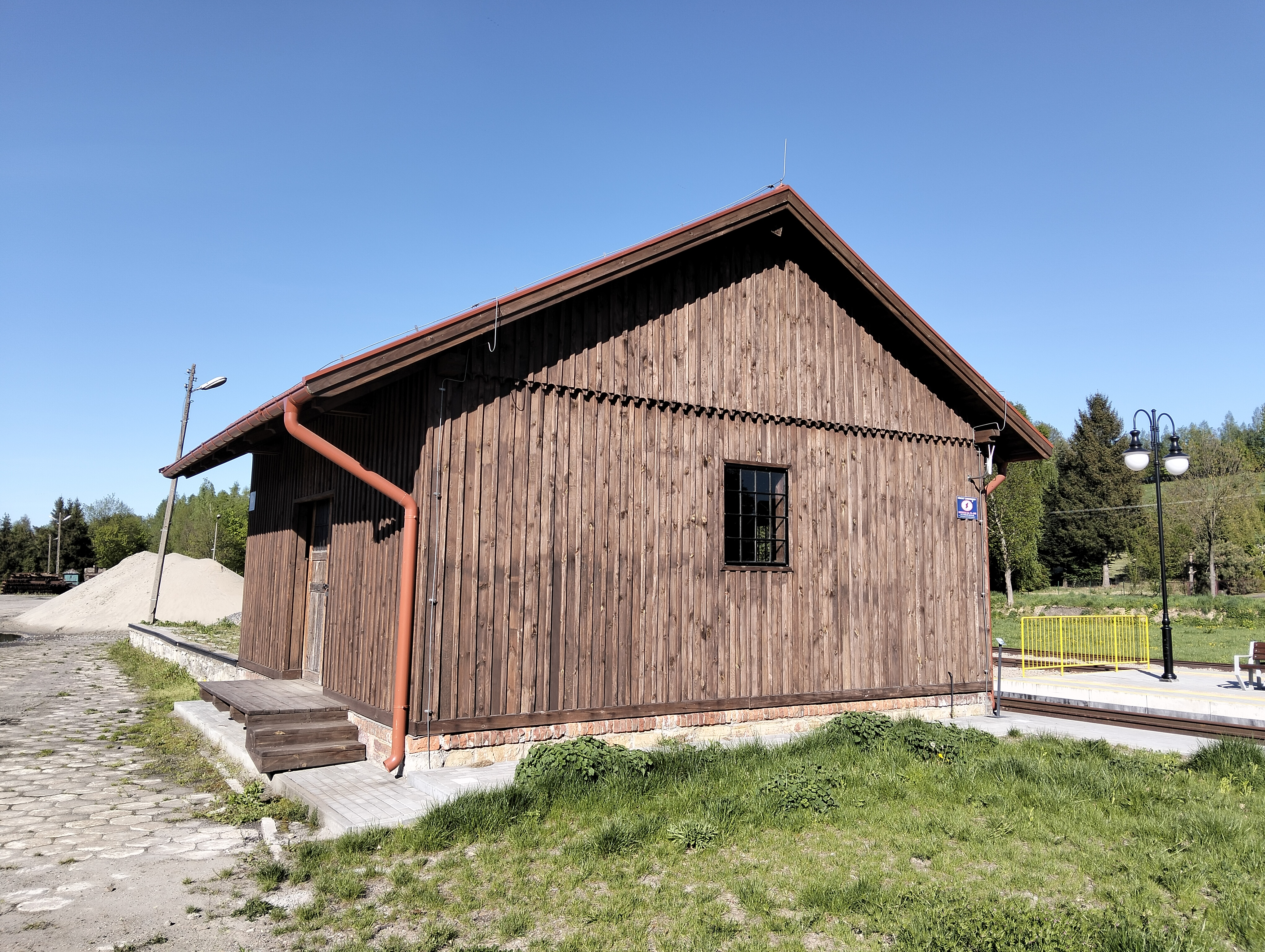
Magazyn
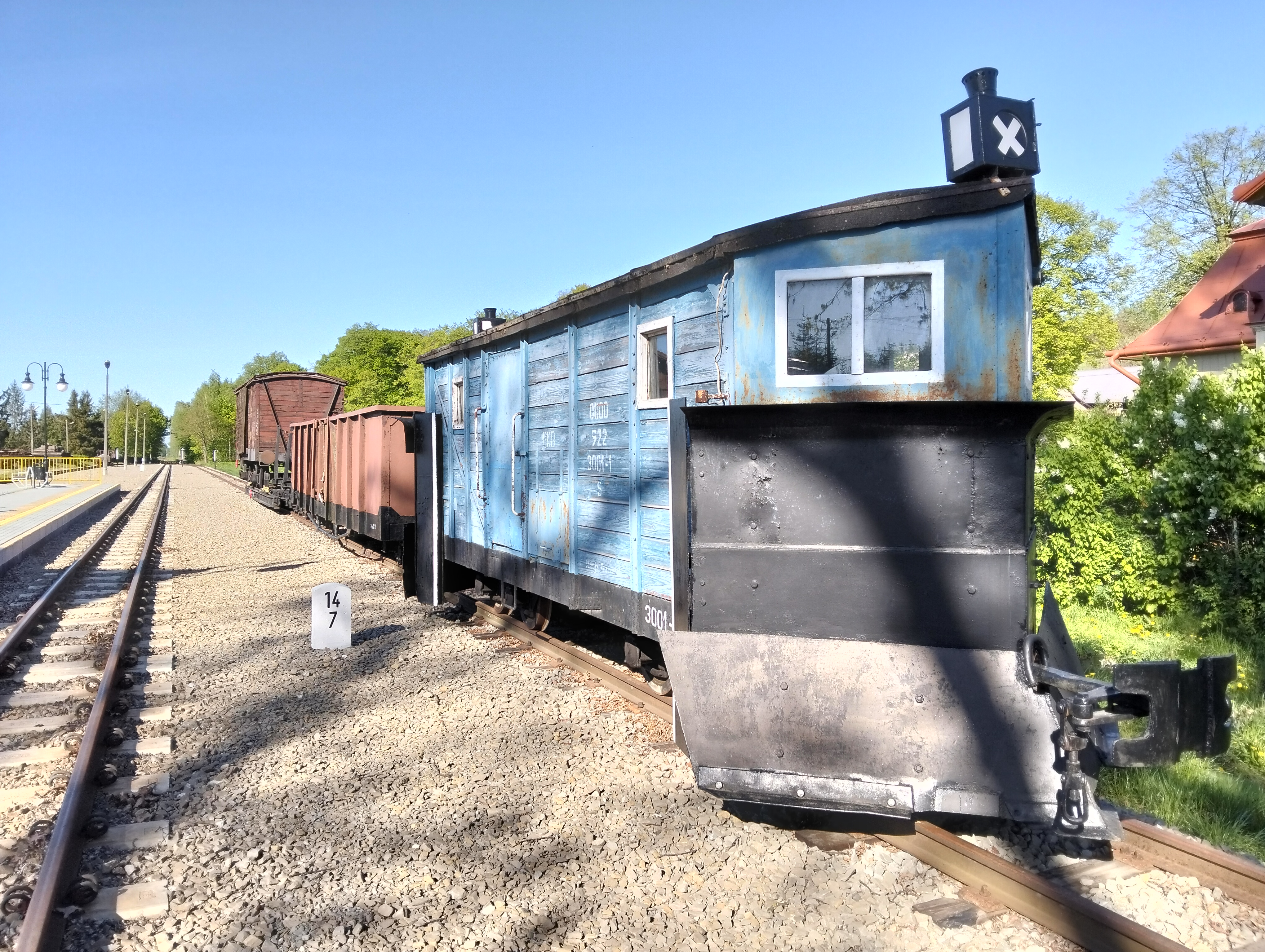
Tabor historyczny